# Oleh Volochyne
Oleh Anatoliïovytch Volochyne (ukrainien : Олег Анатолійович Волошин) ou Oleg Anatolievitch Volochine (russe : Олег Анатольевич Волошин), est un journaliste et homme politique ukrainien, né le 7 avril 1981 à Mykolaïv en Ukraine.
Le 29 août 2019, Oleh Volochyne est élu député de la IXe législature de la Rada d’Ukraine pour le parti Plateforme d'opposition – Pour la vie. Pro-russe, il quitte l'Ukraine quelques jours avant l'invasion russe et est désormais considéré comme un traître.

## Biographie

### Carrière professionnelle
Oleh Volochyne a suivi des études en relations internationales à l'université nationale Taras-Chevtchenko de Kiev dont il sort diplômé en 2003.
En 2005, Oleh Volochyne entre comme journaliste au sein du magazine Expert. En 2008, il est promu rédacteur en chef adjoint du magazine. En parallèle, il intervient sur la chaîne d’information en continu 112 Ukraine comme expert politique.
Entre 2008 et 2010, Oleh Volochyne est attaché de presse de l'ambassade d'Ukraine en Russie. Il est ensuite directeur du Département de l'information et porte-parole du ministère des Affaires étrangères d'Ukraine jusqu’en 2013,.

### Carrière politique
Le 20 juin 2019, Oleh Volochyne annonce sa candidature aux élections législatives avec le parti Plateforme d'opposition-Pour la vie. Il est élu le 29 août 2019 dans la IXe législature de la Rada d’Ukraine,.
Membre du principal groupe d’opposition à la Rada, il est nommé vice-président de la commission sur l'intégration de l'Ukraine dans l'Union européenne. Comme député, Oleh Volochyne est engagé pour une résolution du conflit dans le Donbass, il se positionne en faveur d’un processus de paix sur la base du plan proposé par Viktor Medvedtchouk. Dans le même temps, Oleh Volochyne interpelle aussi les autorités ukrainiennes concernant la mise en place des accords de Minsk.
Le 21 juillet 2020, alors qu’il se rendait à une session parlementaire à Kiev, Oleh Volochyne est victime d’une agression au moment d’entrer dans la Rada. Un militant proche du parti de Petro Porochenko le frappe et l'asperge d’encre verte.
À partir du 27 janvier 2020, Oleh Volochyne est membre de la délégation permanente de l’Ukraine auprès de l'Assemblée parlementaire du Conseil de l'Europe. Il siège à la commission de la culture, de la science, de l'éducation et des médias.

### Au moment de l'invasion de l'Ukraine
Une dizaine de jours avant l'invasion de l'Ukraine par les troupes russes, Oleh Volochyne quitte l'Ukraine. Il est considéré dans le pays comme pro-russe et qualifié par le gouvernement de « VRP du Kremlin »,.
Il se rend en Europe et participe notamment à la mise en place d'un réseau de diffusion de la propagande russe, dont fait partie le portail Voice of Europe.

## Sanctions américaines
Le 20 janvier 2022, dans le cadre de la crise diplomatique russo-ukrainienne précédant l'invasion russe, Oleh Volochyne est placé sous sanctions par le département du Trésor des États-Unis en raison de ses liens présumés avec les services secrets russes, le FSB. Lui et Taras Kozak sont accusés  de « recruter d'anciens et actuels responsables gouvernementaux pour se préparer à prendre le contrôle du gouvernement ukrainien et à contrôler les infrastructures du pays avec une force russe d'occupation ». Washington bloque leurs avoirs restés aux États-Unis et les empêche d'accéder au système bancaire américain.